# Intensitet
Intensitet är inom fysik olika storheter såsom 
- Vågrörelse
- Strålningsintensitet
- Ljudintensitet.

Strålningsenergins intensitet eller flöde är den kraft som överförs per ytenhet, där arean mäts på planet vinkelrätt mot energins utbredningsriktning. I Internationella måttenhetssystemet har den enheten watt per kvadratmeter (W/m2), eller kg/s3 i basenheter. Intensitet används oftast med vågor som akustiska vågor (ljud) eller elektromagnetiska vågor som ljus eller radiovågor, i vilket fall den genomsnittliga effektöverföringen över en period av vågen används. Intensitet kan även tillämpas på andra omständigheter där energi överförs.
Ordet "intensitet" som det används här är inte synonymt med "styrka", "amplitud", "magnitud" eller "nivå", som det ibland är i vardagligt tal. 
Intensiteten kan bestämmas genom att ta energitätheten (energi per volymenhet) vid en punkt i rymden och multiplicera den med den hastighet med vilken energin rör sig. Den resulterande vektorn har kraftenheterna dividerade med area (dvs yteffekttäthet). Intensiteten hos en våg är proportionell mot kvadraten på dess amplitud. Till exempel är intensiteten hos en elektromagnetisk våg proportionell mot kvadraten på vågens elektriska fältamplitud.

## Matematisk beskrivning
Om en punktkälla utstrålar energi i alla riktningar och producerar en sfärisk våg, och ingen energi absorberas eller sprids av mediet, så minskar intensiteten i proportion till avståndet från objektet i kvadrat. Detta är ett exempel på den omvända kvadratiska lagen.
Tillämpa lagen om energibevarande, om nettoeffekten som emanerar är konstant,
{\displaystyle P=\int \mathbf {I} \,\cdot d\mathbf {A} ,}
där P är den utstrålade nettoeffekten, | I | är intensitetsvektorn som funktion av position, storleken | I | är intensiteten som en funktion av position, och d A är ett differentiellt element av en sluten yta som innehåller källan.
Om man integrerar en enhetlig intensitet, | I | = konstant, över en yta som är vinkelrät mot intensitetsvektorn, till exempel över en sfär centrerad kring punktkällan, blir ekvationen
{\displaystyle P=|I|\cdot A_{\mathrm {surf} }=|I|\cdot 4\pi r^{2}\,,}
där | I | är intensiteten vid sfärens yta, r är sfärens radie, och {\displaystyle A_{\mathrm {surf} }=4\pi r^{2}} är uttrycket för en sfärs yta.
Lösning för | I | ger
{\displaystyle |I|={\frac {P}{A_{\mathrm {surf} }}}={\frac {P}{4\pi r^{2}}}.}
Om mediet är dämpat sjunker intensiteten snabbare än vad ekvationen ovan antyder.
Allt som kan överföra energi kan ha en intensitet förknippad med det. För en monokromatiskt expanderande elektromagnetisk våg, såsom en plan våg eller en gaussisk stråle, om E är den komplexa amplituden av det elektriska fältet, ges den tidsgenomsnittliga energitätheten för vågen, som färdas i ett icke-magnetiskt material, av:
{\displaystyle \left\langle U\right\rangle ={\frac {n^{2}\varepsilon _{0}}{2}}|E|^{2},}
och den lokala intensiteten erhålls genom att multiplicera detta uttryck med våghastigheten, c/n:
{\displaystyle I={\frac {\mathrm {c} n\varepsilon _{0}}{2}}|E|^{2},}
För icke-monokromatiska vågor kan intensitetsbidragen från olika spektrala komponenter helt enkelt läggas till. Behandlingen ovan gäller inte för godtyckliga elektromagnetiska fält. Till exempel kan en evanescent våg ha en ändlig elektrisk amplitud samtidigt som den inte överför någon kraft. Intensiteten bör då definieras som storleken på Poynting-vektorn.

## Alternativ definition
Inom fotometri och radiometri har intensiteten en annan betydelse, som är ljus- eller stråleffekten per enhet rymdvinkel. Detta kan orsaka förvirring i optiken, där intensitet kan betyda någon av strålningsintensitet, ljusstyrka eller irradians, beroende på bakgrunden hos personen som använder termen. Utstrålning kallas också ibland för intensitet, särskilt av astronomer och astrofysiker, och vid värmeöverföring.